# Фокин, Виктор Григорьевич
Виктор Григорьевич Фокин (род. 14 июля 1949, Днепропетровск, Украинская ССР) — советский и российский актёр театра и кино.

## Биография
Виктор Фокин родился 14 июля 1949 года в Днепропетровске. В 1968 году окончил режиссерский факультет Днепропетровского театрального училища. После продолжил образование на актерском факультете Школы-студии МХАТ (1972, мастерская Павла Массальского). Сразу после завершения обучения в 1972 году был зачислен в труппу МХАТ, где проработал до 1991 года. В кино дебютировал сыграв главную роль в фильме Ирины Поволоцкой «Исполняющий обязанности». С 2013 года играет в московском театра «Et Cetera» под руководством Александра Калягина.

## Творчество

### Роли в театре
- Спектакль «На всякого мудреца довольно простоты» / «МХАТ».
- Спектакль «Заседание парткома» / «МХАТ».
- Спектакль «Кабала святош» / «МХАТ».
- Спектакль «Иванов» / «МХАТ».
- Спектакль «Варвары» / «МХАТ».
- Спектакль «Сладкоголосая птица юности» / «МХАТ».
- Спектакль «Мастер и Маргарита» / «МХАТ».
- Спектакль «Дни Турбиных» / «МХАТ».
- Спектакль «Компаньоны» / роль — Каштанов / «Et Cetera».
- Спектакль «Звёздный мальчик» / роль — Священник, лесоруб / «Et Cetera».
- Спектакль «Борис Годунов» / роль — Боярин В. Пушкин / «Et Cetera».

### Фильмография
- 1971 — 12 стульев — экскурсант в клубе
- 1973 — Исполняющий обязанности — Илья Федоров
- 1974 — Автомобиль, скрипка и собака Клякса — репетитор
- 1974 — Соло для часов с боем — санитар
- 1975 — Иван и Коломбина — Гвоздев
- 1975 — Меняю собаку на паровоз — грузчик
- 1976 — Аты-баты, шли солдаты… — Серёжа, шофер
- 1976 — Тревожный месяц вересень — Иван Николаевич Капелюх
- 1977 — Рождённая революцией — хулиган в электричке
- 1977 — Семья Зацепиных — Федя
- 1978 — Сладкоголосая птица юности — репортёр
- 1979 — Дачники — любитель драматического искусства
- 1980 — Белый ворон — Алексей, сосед Егора в пансионате
- 1980 — Вторжение — Павел Иванович Глазков
- 1982 — Этот фантастический мир. Выпуск 7 (фильм-спектакль) — навигатор
- 1982 — Красиво жить не запретишь — Бодров, Сергей Васильевич, председатель фабкома
- 1982 — Печники
- 1982 — Смерть на взлёте — Виктор-«Кадет», вор-карманник
- 1983 — Этот негодяй Сидоров — папа Сидорова
- 1983 — Привет с фронта — раненый
- 1984 — В лесах под Ковелем — Всеволод Клоков
- 1984 — Волоколамское шоссе (фильм-спектакль) — Пашко, боец из роты Заева
- 1984 — Двойной обгон — Валабаев Василий Степанович, бывший осужденный за грабеж и угон
- 1984 — Лучшая дорога нашей жизни — боцман строитель Иван Степанович Кузнецов
- 1985 — Поклонись до земли — Тимофей
- 1985 — Рассказ барабанщика — комиссар
- 1986 — Нужные люди — заикающийся строитель
- 1986 — Путь к себе — Андрей Гусев, сотрудник НИИ, боксер
- 1987 — Так победим! (фильм-спектакль) — комиссар
- 1991 — Шкура
- 2005 — Сыщики-4 — Агафонов Юрий Юрьевич
- 2008 — Общая терапия — Евдокимов, дедушка Ильи
- 2009 — Двойная пропажа
- 2011 — Правила маскарада — сосед Светловых
- 2013 — Истребители — полковник
- 2015 — Главный — Пилюгин
- 2019 — Пан или пропал — Анатолий